# لونا-غلوب
لونا - غلوب Luna-Glob (الروسية: Луна-Глоб) (بمعنى الكرة القمرية) هو برنامج لاستكشاف القمر تقوم عليه وكالة الفضاء الاتحادية الروسية ويهدف إلى إنشاء قاعدة قمرية آلية بالكامل. من المخطط عند الانتهاء من إنشاء القاعدة أن يستمر البرنامج بالبعثات القمرية بدءاً من المركبة الفضائية الروسية وطاقمها والتي تسمى "أوريل" لاستكشاف القمر، تتكون "أوريل" من بعثتين بدأت الأولى في عام 2010م، وستجري في إطارها دراسة للتركيب الداخلي للقمر وتستكشف احتياطي الثروات الطبيعية هناك، وتفترض البعثة الثانية هبوط مركبة قمرية من جيل جديد بكتلة 400 كغم على سطح القمر؛ البعثة الأولى روسية بحتة، أما البعثة الثانية ستكون بتعاون مع الهند.
صُمم البرنامج بناءً على خطط تعود إلى عام 1997م، وبسبب الأزمة المالية الروسية عام 1998م، تم تعليق أول مهمة للبرنامج المتمثلة في المركبة "لونا 25"، والتي كان من المقرر إطلاقها مبدئياً في عام 2012م باستخدام صاروخ سايوز 2، ولكن المهمة أُجِلت عدة مرات، أولاً إلى 2014م، ثم إلى 2015م، و2016م، و2018م و2019م. وافقت الوكالة الروسية على نموذج لمركبة الإنزال لونا 25 في عام 2017م.
اعتباراً من سبتمبر 2022م، قُرر إطلاق لونا 25 في عام 2023م، ولونا 26 في عام 2024م، ولونا 27 في عام 2025م، ولونا 28 في 2027-2028، ولونا 29 في عام 2028م، ولونا 30 و31 بحلول العام 2030م.

## وصلات خارجية
- مخططات روسيا للمهمة الاستكشافية
- شرح مهمة لونا - غلوب نسخة محفوظة 7 أبريل 2008 على موقع واي باك مشين., موقع وكالة الفضاء الروسية.
- La mission Luna-Glob, مهمة روسية في القمر, بالفرنسية.